# Isocypris quadrisetosa
Isocypris quadrisetosa är en kräftdjursart som beskrevs av Rome 1947. Isocypris quadrisetosa ingår i släktet Isocypris och familjen Cyprididae. Inga underarter finns listade i Catalogue of Life.